# マアリヴ

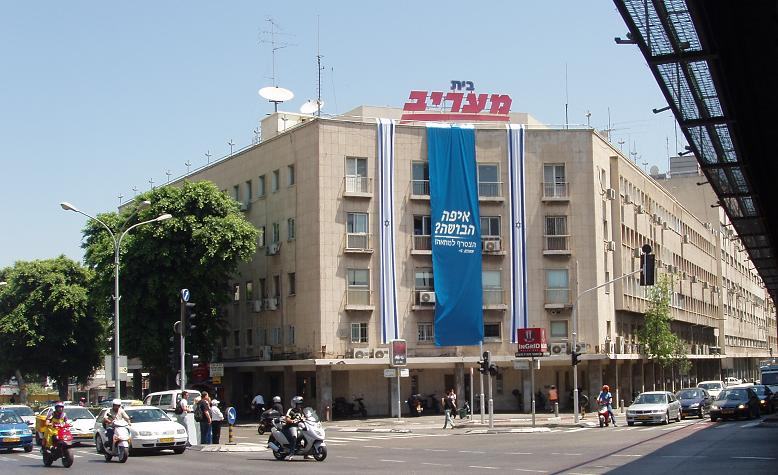
テルアビブのマアリヴ交差点にあるマアリヴ・ハウス。マアリヴ橋（גשר מעריב）高架下から。

マアリヴ （ヘブライ語: מַעֲרִיב Maariv、意味: 夕方、ユダヤ教でのMaarivは夕方の祈り ）は、イスラエルで発行しているタブロイド判のヘブライ語日刊紙である。イェディオト・アハロノト紙タブロイド判に次いで2番目の売上げだが、読者数はイスラエル・ハヨム紙タブロイド判に次ぎ3番目である。TGIサーベイによる2009年後半と2008年後半の比較で、マアリヴはマーケットシェアを13.8から13.6 パーセントに微減させた。マアリヴの編集長はヨアヴ・ツールである。継続的な予算削減に抗議して辞めたドロン・ガレゼルとルース・ユヴァル（רותי יובל）の後を引き継いだ。
日刊紙とその付録の他に、マアリヴ・メディアグループ（Ma'ariv Holdings Ltd）は地方新聞のチェーンを所有している。それらは国内全土に流通し、雑誌事業、印刷版の内容を多く含む半独立ウェブサイトのnrgマアリヴ（nrg מעריב）がある。会社の株式は1990年以来テルアビブ証券取引所に上場している（TASE: MARV）。 
何年かの間、ニムロディ家はマアリヴの経営支配権を有し、ヤアコヴ・ニムロディ（יעקב נמרודי）が会長として務めた。2010年3月に、ザキ・ラキブが50%の株式をイスラエル・ランド・アンド・ディベロップメント・カンパニーとオフェル・ニムロディ（עופר נמרודי）から買い取り、新たな力をもたらし、また、2004年以来年間で何百万シェケルと損失を出しているその新聞に潤沢な現金の注入が要求された。ラキブは新会長に就任した。

## 付録
- 平日:
  - "The Magazine" （Op-ed、政治の解説と意見、健康、クロスワード、文化、エンターテインメント、テレビとラジオ番組表）
  - 金融欄
  - スポーツ
- 火曜日
  - スタイル・ホーム・マガジン
- 水曜日
  - スタイル・ファッション・マガジン

- 金曜日 -
  - Musaf Shabat（徹底的な政治の分析と解説、書評、風刺欄）
  - Sofshavua（ウィークエンド・マガジン）
  - Promo（文化とエンターテインメント、TVとラジオ番組表）
  - Asakim（金融マガジン）
  - 宗教に依った地域関連の週刊紙。

## 著名なジャーナリスト

### 現在
- Ben Kaspit - 政治・外交アナリスト
- Ofer Shelach - 政治・軍事・外交アナリスト、スポーツコメンテーター
- Ben-Dror Yemini - 政治評論家（政治）
- Ruvik Rosenthal - ヘブライ語コラムニスト
- Arel Segal - コラムニスト
- Yehonatan Geffen - コラムニスト
- Mordechai Haimovich - 雑誌記者
- Meir Shnitzer - TVと映画評論
- Menachem Ben - 詩人、文芸評論家、政治評論家
- Avi Ratzon - スポーツコメンテーター

### 過去
- Azriel Carlebach - 初代編集長。死去。
- Ephraim Kishon（エフライム・キション） - ユーモアと風刺。死去。
- Tommy Lapid - 編集者、政界へ進み政治評論家として同紙に戻る。死去。
- Dan Ben Amotz - ユーモア、文化、ゴシップ。死去。
- Kariel Gardosh ("Dosh") - カートゥーニスト、"Srulik"（"リトル・イスラエル"）キャラクターの考案者。死去。
- Jacob Farkas ("Ze'ev") - カートゥーニスト。死去。
- Kobi Arieli - 風刺家
- Jacky Hugi - アラブ・中東特派員
- Ron Maiberg - コラムニスト
- Dudu Geva - ユーモアと風刺。死去。
- Amnon Dankner - 編集長
- Dan Margalit - 政治コラムニスト
- Gal Ochovsky[6]
- ツィッピー・ホトベリー - コラムニスト。後リクード党所属のクネセト議員。

## オンラインヴァージョン
nrgマアリヴはその新聞のオンライン版である。ウェブサイトの内容の大部分が印刷版からである一方、題材のほとんどは専らウェブ版向けに書かれ、24/7最新ニュースやユダヤ教と新時代のようなチャンネルを含んでいる。
英語ヴァージョン出版の主導権は地域に密着した外国人ジャーナリストの名士らが握り、外国に住むユダヤ人が短期間だけ生活するのと同様に、その労力は数か月しか続かなかった。開設時のメインウェブサイトからの多数の翻訳記事を主に提供する一方、サイトが閉鎖されるまで内容量は徐々に減少した。